# Alone I Break
Alone I Break — пісня ню-метал-групи Korn і третій сингл з їх п'ятого студійного альбому Untouchables. Це виразна, потужна балада, яка містить чистий вокал, незвично стилізовані гітари і штучні ударні. У студії Манкі і «Гед» Велч використовували 14-струнні гітари для створення широкого хорового звучання. Попри м'яке звучання, сингл не отримав такої ж широкої ротації як його попередники, і ледь зміг потрапити в топ-20 чарту Mainstream Rock. MTV організувало конкурс, переможець якого отримував право стати режисером відеокліпу на пісню «Alone I Break». Переможець конкурсу Сін Дак зберіг у відео притаманну Korn похмурість. Відео зображувало своєрідне реаліті-шоу, в якому Джонатан Девіс вбиває решту музикантів групи після помилки Манкі під час виступу. Пізніше група зізналася, що відео було б веселіше знімати, якби режисером був шанувальник Korn.

## Концертне виконання
Пісню виконували протягом декількох шоу в рамках туру Pop Sux! на підтримку виходу Untouchables в 2002, але була незабаром викреслена з концертної програми через велику складність виконання наживо.